# Paraziții
Paraziții est un groupe de hip-hop roumain, un des plus anciens et des plus connus du pays. Il se distingue par son style très critique et moqueur et ses paroles vulgaires.

## Biographie
Le groupe commence par chanter en anglais en 1992 pour contourner la censure de l'époque. Leur première chanson en roumain date du 13 septembre 1994: În jur, un jeu de mots à cause de la ressemblance avec « injur » (« j'injurie »). Leurs albums furent confisqués à plusieurs reprises dans les marchés publics, leurs concerts ont été déclarés illégaux dans le passé et ils sont toujours censurés à la radio.[réf. nécessaire]
En 2000, ils participent au festival Sommer Hits à Chișinău en République de Moldavie. En 2002 et 2003 ils ont fait des tournées en Allemagne, en Autriche et aux Pays-Bas. À cause des attentats du 11 septembre 2001, ils annulent leur tournée prévue au Canada et aux États-Unis. Le plus important reste leur participation au festival Wuppertal Rap-Attack en 2004 quand ils sont passés sur scène devant Grandmaster Flash. En 2004, ils lancent une campagne contre les artistes qui ne chantent pas en direct lors de leurs concerts.
En août 2005 sort leur maxi single, Violent qui s'accompagne d'un clip vidéo. En décembre 2005, ils publient leur album Confort 3, qui comprend le Praf (également accompagné par un clip). En 2006, les concerts de 50 cent et Wu Tang Clan à Bucarest ont été ouverts par Paraziții. En 2009, Paraziții participer à une publicité pour l'émission de téléréalité Noi vrem respect! Le 6 octobre 2009 sort l'albumu Slalom printre cretini (Reeditat).
En 2016, le groupe publie un nouvel album, intitulé Lovitură de pedeapsă,

## Discographie

### Albums studio
- 1995 : Poezii pentru pereți'
- 1996 : Nimic normal
- 1997 : Suta
- 1999 : Nici o problemă
- 2000 : Iartă-mă
- 2001 : Categoria grea
- 2001 : Împușcă-te
- 2002 : În Focuri
- 2002 : Irefutabil
- 2004 : Jos cenzura
- 2004 : Best of...primii 10 ani (best-of)
- 2005 : Violent
- 2005 : Confort 3
- 2008 : Slalom printre cretini
- 2010 : Tot ce e bun tre să dispară'
- 2016 : Lovitură de pedeapsă

### Albums solo
- 2003 - Sindromul Tourette (Syndrome de tourette) par Cheloo
- 2004 - Condoleanțe (Condoléances) par Ombladon
- 2006 - Fabricant de gunoi (Fabricant d'ordures) par Cheloo
- 2006 - Cel mai prost din curtea școlii (Le plus grand con de la cour d'école) par Ombladon
- 2011 - Cel care urăște (Celui qui hait) par Cheloo